# Polyalthia chinensis
Polyalthia chinensis S.K. Wu & P.T. Li – gatunek rośliny z rodziny flaszowcowatych (Annonaceae Juss.). Występuje naturalnie w południowych Chinach – w południowej części Tybetu. 

## Morfologia
PokrójZimozielone drzewo dorastające do 10 m wysokości. Kora ma białoszarawą barwę.
LiścieMają kształt od podłużnie eliptycznego do odwrotnie jajowato lancetowatego. Mierzą 9–13 cm długości oraz 2,5–4 cm szerokości. Nasada liścia jest klinowa. Blaszka liściowa jest o ogoniastym wierzchołku. Ogonek liściowy jest nagi i dorasta do 5 mm długości.
KwiatySą pojedyncze lub zebrane w pary, rozwijają się w kątach pędów. Działki kielicha mają owalny kształt. Płatki mają równowąski kształt i zieloną barwę, osiągają do 8–9 mm długości. Kwiaty mają nagie owocolistki o podłużnym kształcie.

## Biologia i ekologia
Rośnie w lasach. Występuje na wysokości do 1000 m n.p.m. Kwitnie w sierpniu, natomiast owoce dojrzewają od września do października.